# Pilotaggio (nautica)
In nautica, il pilotaggio è l'insieme delle tecniche necessarie per guidare una nave.

## Storia
Fin dai tempi più antichi il pilotaggio ha rivestito grande importanza nei traffici fra popoli. Il Codice di Hammurabi del 1880 a.C. tratta a fondo i commerci ed i trasporti sui fiumi mesopotamici, in particolare lungo i 250 km che collegavano Babilonia al mare. Sui tratti fluviali navigavano mezzi a vela e a remi dalle 30 alle 300 tonnellate. L'affitto di questi mezzi e dei battellieri impiegati, costituiscono l'argomento trattato dai Codici.
Alcune fonti riferiscono persino di paghe di questi paleo-piloti di fiume. Erodoto parla dei piloti del Nilo e, stando alle iscrizioni geroglifiche, la loro presenza sembra risalire alla III Dinastia. In mare, i primi piloti furono certamente i pescatori, che conoscevano alla perfezione il breve tratto di costa lungo il quale esercitavano la loro attività. Essi forse fornivano assistenza alle navi di passaggio, specie nei tratti soggetti a forti correnti di marea o con fondali particolarmente insidiosi a causa di scogli o secche. Quasi a confermere questa supposizione tutte le legislazioni che si sono sviluppate in epoca storica fino ad anni a noi prossimi stabiliscono che, ove il capitano di una nave non possa utilizzare un pilota riconosciuto dall'autorità marittima locale, possa servirsi di un pescatore il quale però dovrà cedere il suo posto non appena si renda disponibile un pilota. Con i Fenici si ebbero forse i primi veri piloti costieri e di altura (mare aperto) così come si possono intendere oggi, anche se dobbiamo sempre considerarli come facenti parte, in senso stretto, dell'equipaggio. È certo che sia in Grecia che nell'Impero Romano esistesse un servizio di polizia marittima, e che l'entrata e l'uscita dai porti romani fosse regolata da uno "stratico". Il nome, attribuito ad un battello di sorveglianza, è probabile che sottintendesse anche alla funzione esercitata da un incaricato della direzione del porto. Con la caduta dell'Impero romano d'Occidente i traffici decaddero enormemente, tenuti in vita soltanto dalle flotte dell'Impero d'Oriente che assicuravano il commercio fra i diversi centri bizantini esistenti lungo le coste del Mar Mediterraneo. La navigazione rifiorì con l'inizio delle Crociate ed il Mediterraneo, che dall'avvento dell'Islamismo era praticamente diventato un mare musulmano, vide le bandiere catalane e delle Repubbliche Marinare sventolare lungo le sue coste orientali e meridionali. Anche nei mari del Nord rifiorirono i traffici e la navigazione, in particolar modo grazie agli Scandinavi. Furono dei grandi navigatori, coraggiosi esploratori, pirati e predatori, ma anche colonizzatori: l'Inghilterra, la Francia e l'Italia meridionale ne conservano ancora le tracce e il ricordo.